# غريغ ديفيدز
غريغ ديفيدز (بالإنجليزية: Greg Davids)‏ هو سياسي أمريكي، ولد في 28 أغسطس 1958. نشط حزبياً في الحزب الجمهوري لمينيسوتا ‏ والحزب الجمهوري. وقد انتخب عضو مجلس نواب مينيسوتا.